# LIV Golf 2022
Navigation
Édition suivante
Le LIV Golf 2022 correspond à l'édition 2022 du LIV Golf, circuit de golf masculin avec des épreuves sur plusieurs continents.

## Les recrues
| Joueur            | Classement mondial 05/06/2022 | Prime d'engagement      | Circuit(s) 2022 | Equipe 2022 |
| ----------------- | ----------------------------- | ----------------------- | --------------- | ----------- |
| Cameron Smith     | 4e                            | 100 millions de dollars | PGA Tour        |             |
| Dustin Johnson    | 15e                           | 138 millions de dollars | PGA Tour        |             |
| Joaquin Niemann   | 16e                           | 100 millions de dollars | PGA Tour        |             |
| Brooks Koepka     | 20e                           | 130 millions de dollars | PGA Tour        |             |
| Louis Oosthuizen  | 21e                           | 100 millions de dollars | PGA Tour        |             |
| Bryson DeChambeau | 28e                           | 125 millions de dollars | PGA Tour        |             |
| Sergio García     | 57e                           | 40 millions de dollars  | PGA Tour        |             |
| Bubba Watson      | 71e                           | 50 millions de dollars  | PGA Tour        |             |
| Phil Mickelson    | 72e                           | 138 millions de dollars | PGA Tour        |             |
| Lee Westwood      | 78e                           | 40 millions de dollars  | PGA Tour        |             |
| Ian Poulter       | 92e                           | 60 millions de dollars  | PGA Tour        |             |
| Martin Kaymer     | 215e                          | 30 millions de dollars  | PGA Tour        |             |
| Henrik Stenson    | 241e                          | 50 millions de dollars  | PGA Tour        |             |

## Calendrier
L'édition 2022 se déroule du 9 juin au 30 octobre 2022.
| Date       | Tournoi             | Dotation (US$) | Dotation (US$) | Vainqueur individuel | Vainqueur par équipes |
| Date       | Tournoi             | Individuel     | Equipe         | Vainqueur individuel | Vainqueur par équipes |
| ---------- | ------------------- | -------------- | -------------- | -------------------- | --------------------- |
| 11/06/2022 | LIV Golf London     | 20,000,000     | 5,000,000      | Charl Schwartzel (1) | Stinger GC            |
| 02/07/2022 | LIV Golf Orlando    | 20,000,000     | 5,000,000      | Branden Grace (1)    | 4Aces GC              |
| 31/07/2022 | LIV Golf Bedminster | 20,000,000     | 5,000,000      | Henrik Stenson (1)   | 4Aces GC              |
| 04/09/2022 | LIV Golf Boston     | 20,000,000     | 5,000,000      | Dustin Johnson (1)   | 4Aces GC              |
| 18/09/2022 | LIV Golf Chicago    | 20,000,000     | 5,000,000      | Cameron Smith (1)    | 4Aces GC              |
| 09/10/2022 | LIV Golf Bangkok    | 20,000,000     | 5,000,000      | Eugenio Chacarra (1) | Fireballs GC          |
| 16/10/2022 | LIV Golf Jeddah     | 20,000,000     | 5,000,000      | Brooks Koepka (1)    | Smash GC              |
| 30/10/2022 | LIV Golf Miami      | -              | 50,000,000     | -                    | 4Aces GC              |